# Zeeslag bij Hanko

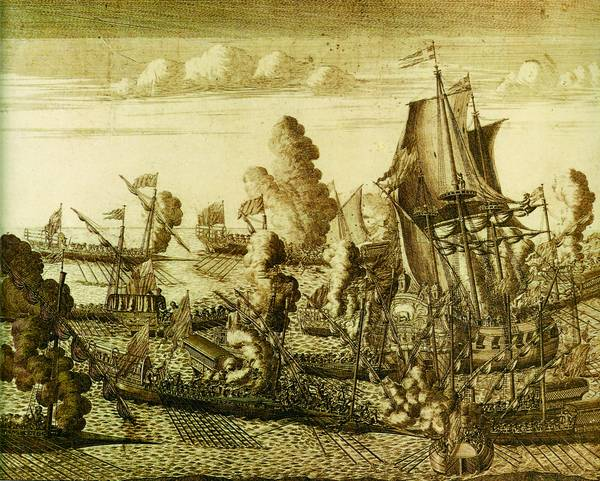
Galeien in de aanval

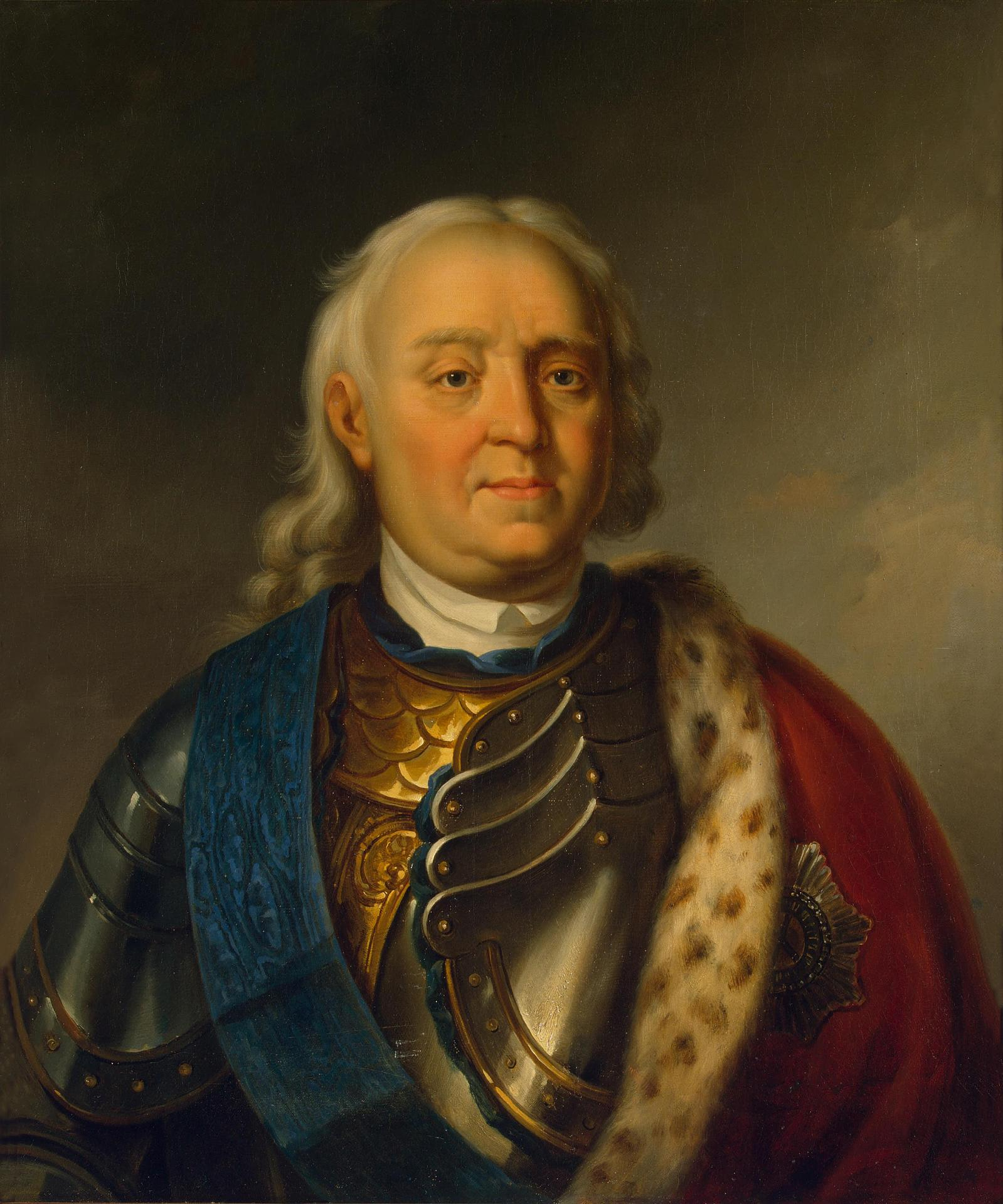
Fjodor Apraskin

De Zeeslag bij Hanko vond plaats op 7 augustus 1714. Hier troffen de Russische Keizerlijke Marine en de Zweedse marine elkaar tijdens de Grote Noordse Oorlog bij Hanko aan de Finse zuidkust. Het was de eerste belangrijke overwinning in de geschiedenis van de Russische marine. De slag wordt soms genoemd naar de Zweedse of Russische naam van het Hankoschiereiland (Zweeds: Hangö udd of Hangöudde, en Russisch: Gangut).

## Aanleiding
De Grote Noordse Oorlog was in 1700 uitgebroken en duurde tot en met 1721. Voor de Russen was een ijsvrije haven aan de Oostzee van essentieel belang, maar de Zweden blokkeerden deze ambitie. Tsaar Peter I begon zijn offensief in Finland in het voorjaar van 1713. Zijn legers trokken langs de zuidkust naar het westen met Turku als einddoel. Zijn aanvoer over zee werd echter gehinderd door de Zweedse marine. Om de bevoorradingsroutes te openen, werd de Russische vloot onder bevel van admiraal Fjodor Apraksin eropaf gestuurd.
De Zweedse vloot bestond vooral uit grote en zwaarbewapende linieschepen, met 60 tot 80 kanonnen per schip. Ze staken diep in het water en de mobiliteit was volledig afhankelijk van de wind. De vloot van Apraksin bestond vooral uit galeien. Dit waren relatief eenvoudige vaartuigen, snel te bouwen en relatief goedkoop. Deze kleinere schepen konden dicht onder de kust varen en waren minder afhankelijk van de wind vanwege de aanwezige roeiers. De bewapening was licht, vijf kanonnen voor een grote galei en drie voor een kleine versie, en daarmee veruit inferieur aan de vuurkracht van de Zweden. Een galei nam tussen de 150 en 300 soldaten mee en in totaal werden zo’n 16.000 Russen in de strijd geworpen. De tactiek van de Russen was de Zweedse vloot zo snel als mogelijk te naderen, de schepen te enteren en eenmaal aan boord man-tegen-man slag te leveren.

## De slag
Toen de Russische schepen in juni 1714 het Hankoschiereiland naderden, werden ze al verwacht door een sterke Zweedse vloot onder bevel van viceadmiraal Gustav Wattrang. Wattrang had tot taak de verdere opmars van de Russen naar het westen te blokkeren. Apraksin besloot zijn vloot ten oosten van het schiereiland te stationeren en vroeg om versterkingen. Tsaar Peter I stuurde zijn Baltische Vloot.
De eerste poging om de Zweedse linies te doorbreken, mislukte. Ze probeerden de galeien over het schiereiland te trekken, maar dit was een onmogelijke opgave. Admiraal Wattrang stuurde een kleine marine-eenheid, bestaande uit 11 schepen onder het bevel van admiraal Nils Ehrenskiöld, om de Russische actie te verijdelen.
Op 4 augustus was het windstil en de zee kalm. Apraksin stuurde 20 galeien uit om de Zweedse linie van Ehrenskiöld te doorbreken. Vanwege het rustige weer was het niet mogelijk om de zware Zweedse schepen effectief te draaien. Apraksin merkte dit en stuurde in de nacht nog enkele tientallen schepen. Deze namen hun positie in tussen de vloot van Wattrang en Ehrenskiöld.
Ehrenskiöld plaatste zijn schepen tussen twee kleine eilanden in een defensieve positie, met de kanonnen gericht naar de open zee. Apraksin had deze eenheid geïsoleerd en stuurde nog een onderhandelaar, maar Ehrenskiöld weigerde zich over te geven. Daarop viel de numeriek veel sterkere Russische vloot op 6 augustus aan. Er waren zoveel galeien dat ze niet allemaal tegelijk in de strijd geworpen konden worden. Eerst vielen 35 schepen aan, maar deze aanval werd afgeslagen, net als de tweede aanval met 80 galeien. De derde poging met 95 galeien was wel succesvol. De Russen klommen aan boord van de Zweedse schepen en wisten het vlaggenschip te veroveren.
Ehrenskiöld werd gevangengenomen. Peter I voer terug naar Sint-Petersburg en hier werd hij op 20 september groots onthaald. De veroverde schepen werden tentoongesteld en Ehrenskiöld en 200 andere Zweedse gevangenen door de stad gevoerd. 
De zeeslag was de eerste belangrijke overwinning van de Russische vloot en staat gelijk aan de Russische overwinning van het landleger in de Slag bij Poltava. Wattrang had geen antwoord op de Russische maritieme tactiek en trok zijn schepen terug. De overwinning hield de Zweedse vloot weg uit de wateren ten oosten van Åland. De bezetting van Finland kon worden gehandhaafd tot 1721, toen de Vrede van Nystad de oorlog beëindigde.